# ディディエ・ドーラ

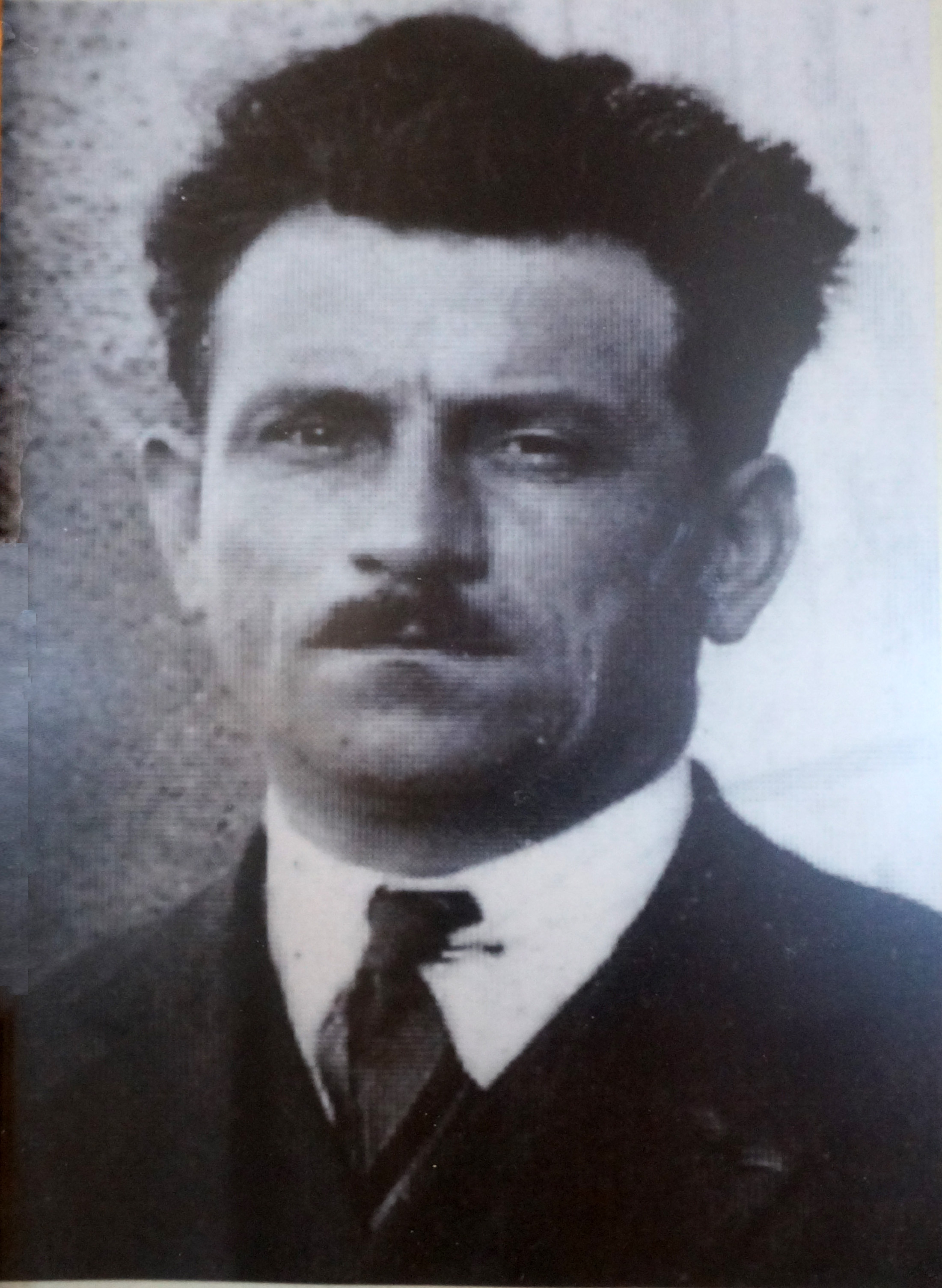
ディディエ・ドーラ

ディディエ・ドーラ（Didier Daurat 、1891年1月2日 - 1969年12月2日）はフランスの航空の先駆者である。フランスの郵便航空の会社でパイロットを指揮した。
モントルイユに生まれた。第一次世界大戦中は戦闘機のパイロットを務めた。戦後ソシエテ・デ・リーニュ・ラテコエール（その後コンパニー・ジェネラル・アエロポスタル 、アエロポスタルを経てエールフランスとなる）に入社して、パイロットを務め、後に責任者となった。
鉄の意志を持つ男という伝説が生まれ、ドーラは多くの人々の賞賛と一部の人々からの嫌悪を受けた。少しでも飛行に対する恐れを示したものや、彼の方針に疑問を持つもの、『郵便飛行の魂』（l'esprit du courrier ）を守らないものを排除するのにためらわなかった。
会社に雇われたパイロットはエンジンの洗浄と再組み立ての油まみれになる仕事から始めることになった。ドーラによれば、この仕事によって、パイロットは乗機を大切にする気持ちを教えるとした。才能のあるパイロットに対しても、厳しさは変わらず、ジャン・メルモーズがみごとな操縦の技能を見せたときにも、ドーラは「私が求めているのはサーカス芸人でなく、バスの運転手だ」("Je n'ai pas besoin d'artistes de cirque mais de conducteurs d'autobus")と言い、メルモーズもエンジンの洗浄から始めさせた。
これらのドーラのやり方は、ラテコエール航空、後のアエロポスタル運行を正確で信頼できるものとし、アエロポスタルは南大西洋を横断し、アンデスを越えるトゥールーズとチリのサンチャゴを結ぶ路線を運営した。しかし1933年にエアロポスタルがエールフランスに統合される時、ドーラは排除された。
1935年にドーラはAir Bleuを設立し、フランス内外で、一日または一晩で、荷物を運輸する業務を始めるが、1939年に戦争が始まると軍の指揮下に入った。

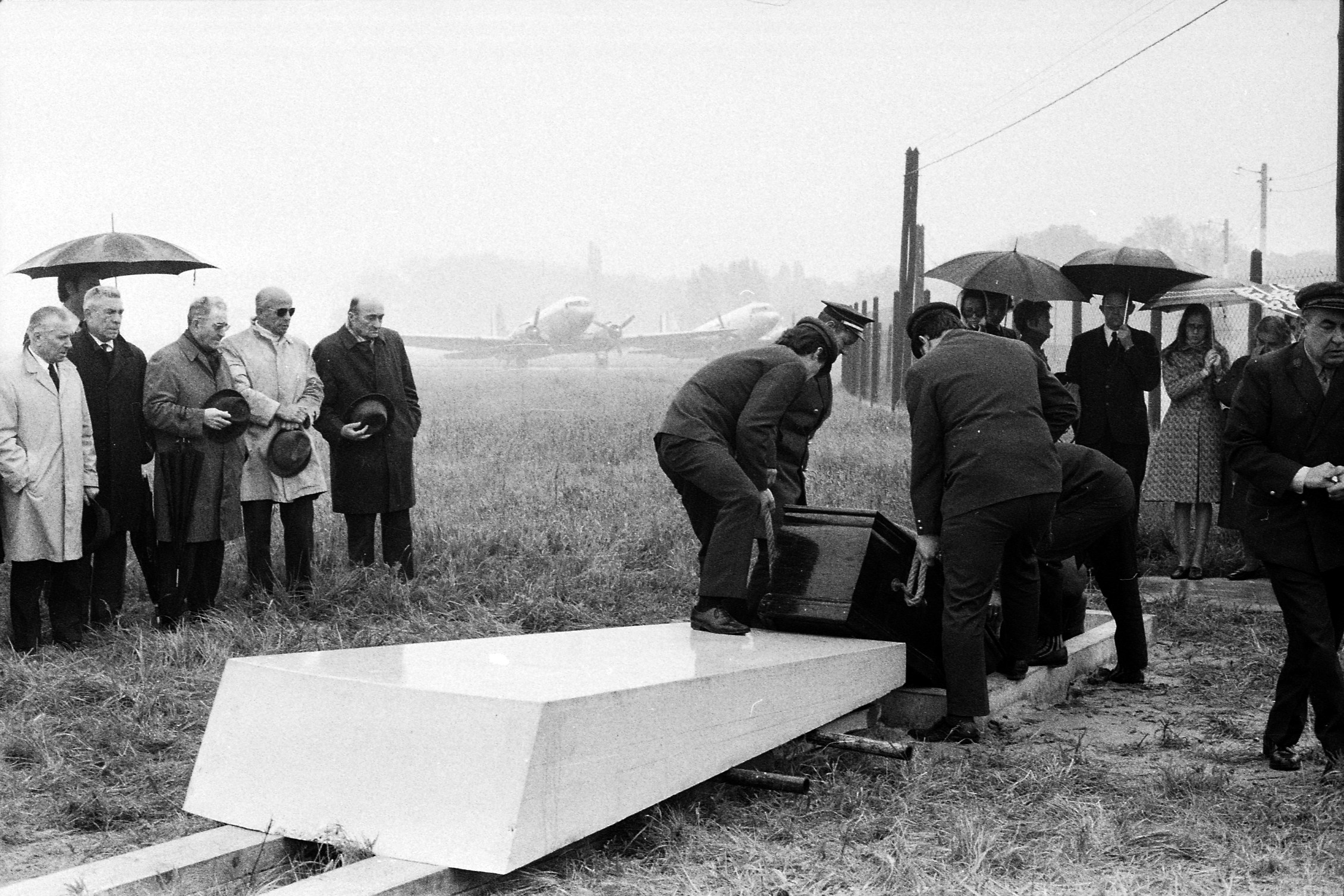

戦後、夜間郵便飛行を再出発させるが、その後オルリーでエールフランスの運行主任となり、1953年に引退するまでその職にあった。
1969年に没すると、ドーラの遺志によりアエロポスタルの基地のあったトゥールーズのToulouse-Montaudran空港に葬られた。
アントワーヌ・ド・サン＝テグジュペリの『夜間飛行』の登場人物の支配人リヴィエールはドーラをモデルにしたものであるとされる。